# Кисслинг, Лора
Ло́ра Ли Ки́сслинг (Laura Lee Kiessling; род. 21 сентября 1960, Лейк Милс, Висконсин) — американский биохимик.
Эмерит-профессор Висконсинского университета в Мадисоне, член НАН США (2007) и Американского философского общества (2017).

## Биография
Окончила Массачусетский технологический институт (бакалавр химии, 1983), занималась там в области органического синтеза под началом профессора William R. Roush. Степень доктора философии по химии получила в Йельском университете в 1989 году, где занималась со Стюартом Шрайбером синтезом натуральных продуктов с противоопухолевыми свойствами. Два года провела в качестве постдока Американского онкологического общества по химической биологии в Калифорнийском технологическом институте в исследовательской группе Peter Dervan, и затем начала свою самостоятельную карьеру, поступив в 1991 году на кафедру химии Висконсинского университета в Мадисоне как ассистент-профессор химии.
С 2017 года стала эмерит-профессором Висконсинского университета в Мадисоне (прежде там именной профессор химии и также именной профессор биохимии) и в том же году поступила на кафедру химии Массачусетского технологического института.
Глава секции химической биологии Faculty of 1000.
Соучредитель Quintessence Biosciences.
Главный редактор ACS Chemical Biology (с 2005 года), член редколлегий Chemistry & Biology и Annual Reviews of Biochemistry.
Член Американской академии искусств и наук (2003) и Американской академии микробиологии (2007), а также Висконсинской академии искусств и наук (2008), фелло Американского химического общества (2010) и Американской ассоциации содействия развитию науки (2002).
Являлась членом Совета НАН США.

## Награды и отличия
- Стипендия Мак-Артура (1999—2004)
- Harrison Howe Award, Рочестерская секция Американского химического общества (2005)
- Garvan–Olin Medal[англ.], Американское химическое общество (2007)
- Vilas Associate Award Висконсинского университета в Мадисоне (2008)
- Wilbur Cross Medal[англ.], Ассоциация выпускников Йеля (2008)
- Стипендия Гуггенхайма (2008)
- James W. Taylor Excellence in Teaching Award (2011)
- Steenbock Professor of Chemistry (2012)
- Claude S. Hudson Award in Carbohydrate Chemistry[нем.] (2013)
- Murray S. Goodman Memorial Prize, Biological Division of the ACS (2013)
- Отличие Альберта Хофмана Цюрихского университета (2013)
- Alfred Bader Award in Bioinorganic or Bioorganic Chemistry (2014)
- Kavli Lecturer, American Chemical Society Meeting (2015)
- Alexander M. Cruickshank Award (2015)
- Премия Уилларда Гиббса (2016)
- Tetrahedron Prize[англ.], Elsevier (2017)
- Премия столетия Королевского химического общества (2019)